# Zoraida zeijsti
Zoraida zeijsti är en insektsart som beskrevs av Van Stalle 1988. Zoraida zeijsti ingår i släktet Zoraida och familjen Derbidae. Inga underarter finns listade i Catalogue of Life.